# میدوری-کو، ساگامیهارا
میدوری-کو (به لاتین: Midori-ku) یک منطقهٔ مسکونی در ژاپن است که در ساگامیهارا، کاناگاوا واقع شده‌است. میدوری-کو ۲۵۳٫۸ کیلومتر مربع مساحت و ۱۷۴٬۷۸۴ نفر جمعیت دارد.